# Blotzheim
Blotzheim is een gemeente in het Franse departement Haut-Rhin in de regio Grand Est. De plaats maakt deel uit van het arrondissement Mulhouse. Blotzheim telde op 1 januari 2022 5.077 inwoners.

## Geografie
De oppervlakte van Blotzheim bedroeg op 1 januari 2022 14,6 vierkante kilometer; de bevolkingsdichtheid was toen 347,7 inwoners per km².

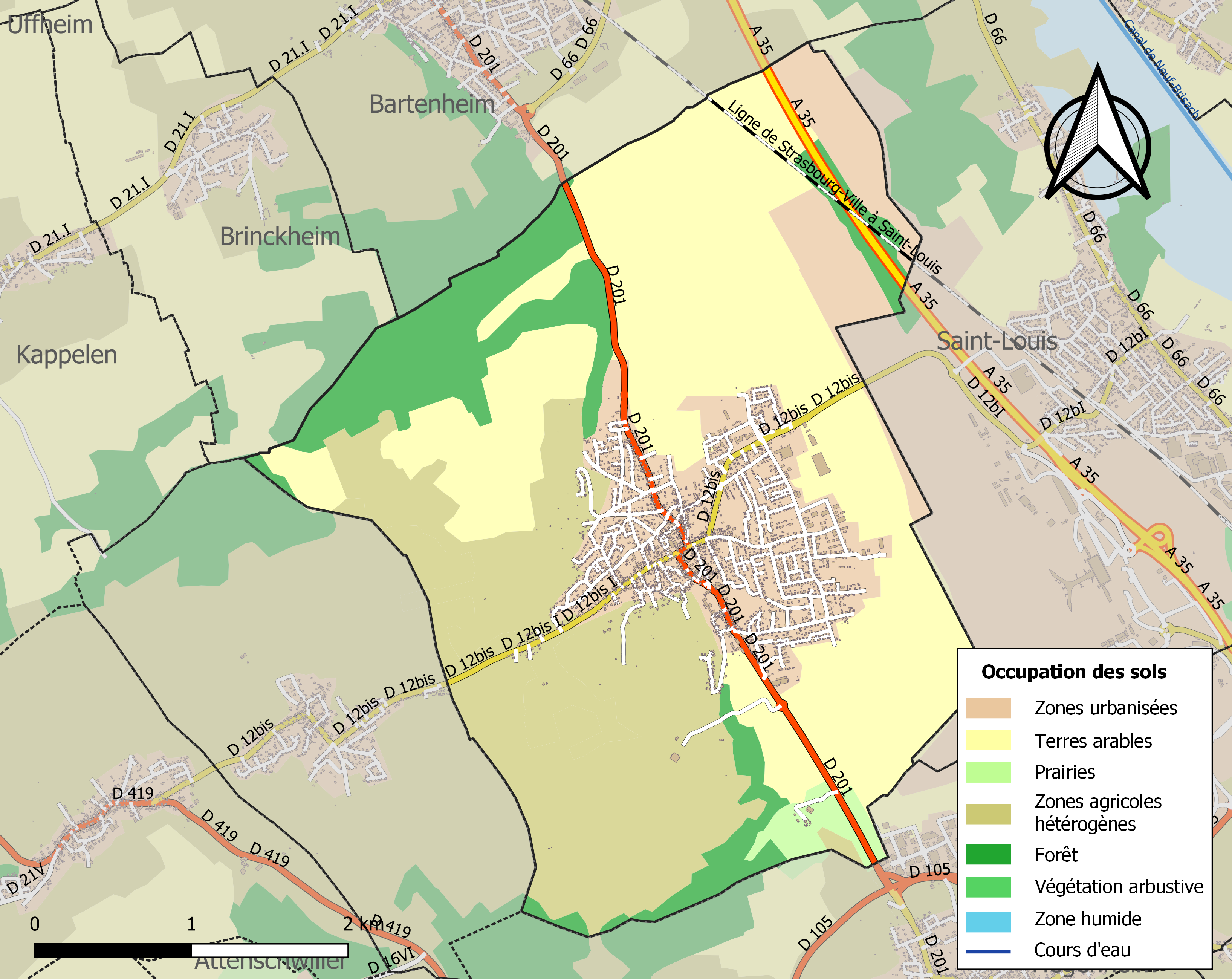
Kaart van de gemeente met de belangrijkste infrastructuur, bodemgebruik en omliggende gemeenten

## Demografie
Onderstaande figuur toont het verloop van het inwonertal (bron: INSEE-tellingen).

## Geboren in Blotzheim
- Paul Gégauff (1922-1983), scenarioschrijver en acteur